# US Calcio Caravaggese
US Calcio Caravagesse is een Italiaanse voetbalclub uit Lombardije die de twee steden Calcio en Caravaggio vertegenwoordigen. De club werd opgericht in 1978 in Calcio als US Oratorio Calcio’. In 2006 verhuisde de club naar Caravaggio en werd de naam veranderd in USO Calcio Caravaggio. In 2007 werd dit US Calcio Caravaggese.